# Schaerbeek
Schaerbeek (franskt uttal: [skaʁbek]; nederländska: Schaarbeek [ˈsxaːrbeːk]

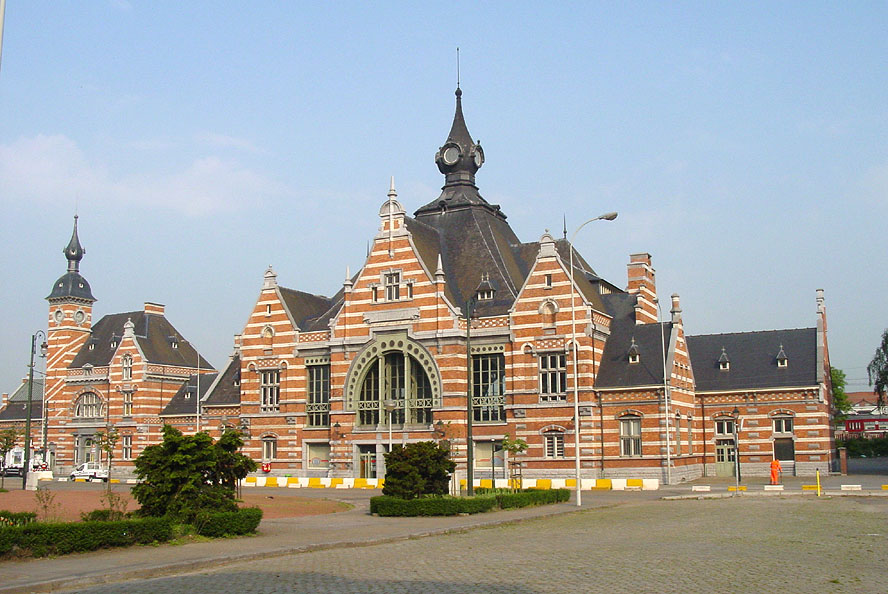
Schaerbeeks järnvägsstation.

 ( lyssna)) är en av de 19 kommunerna i huvudstadsregionen Bryssel i Belgien. Kommunen ligger nordost om kommunen Bryssel och är sammanväxt med kringliggande kommuner till en sammanhängande tätort. Den har cirka 132 799 invånare (2020).